# Hongqi S9
Hongqi S9 – hybrydowy hipersamochód wyprodukowany pod chińską marką Hongqi w 2021 roku.

## Historia i opis modelu

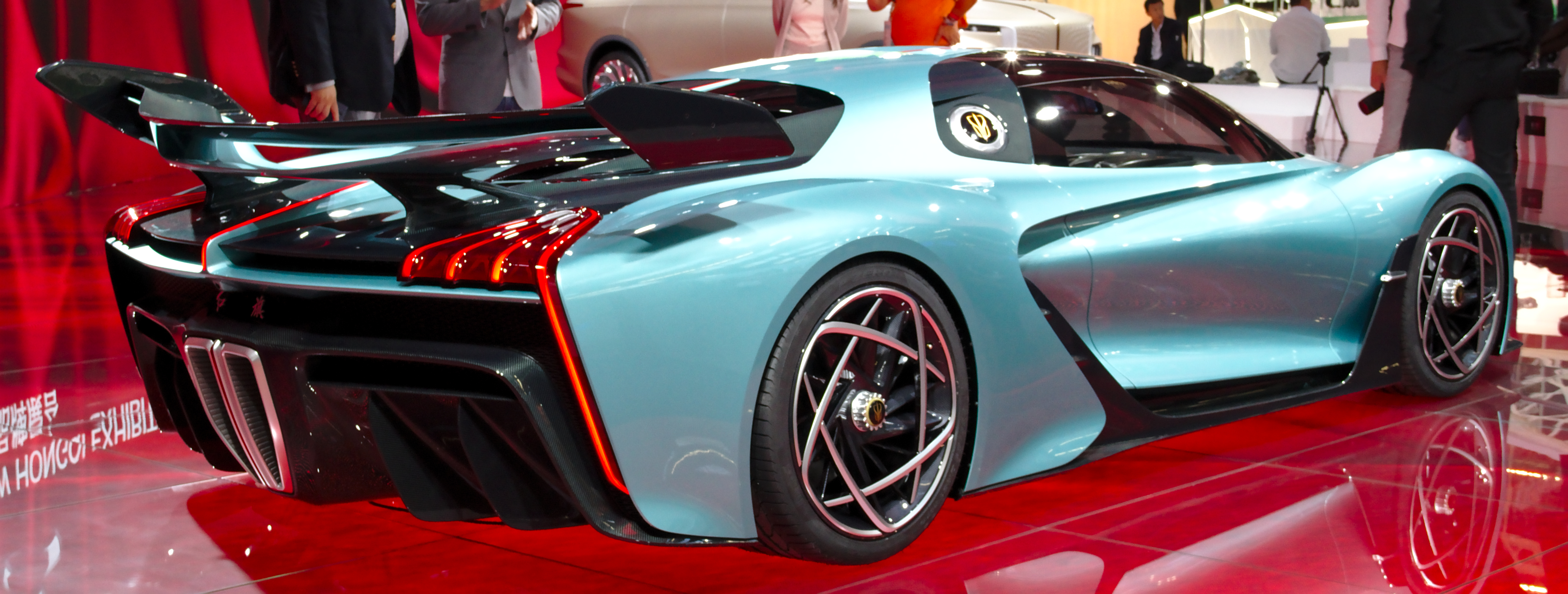
Hongqi S9 Concept – tył

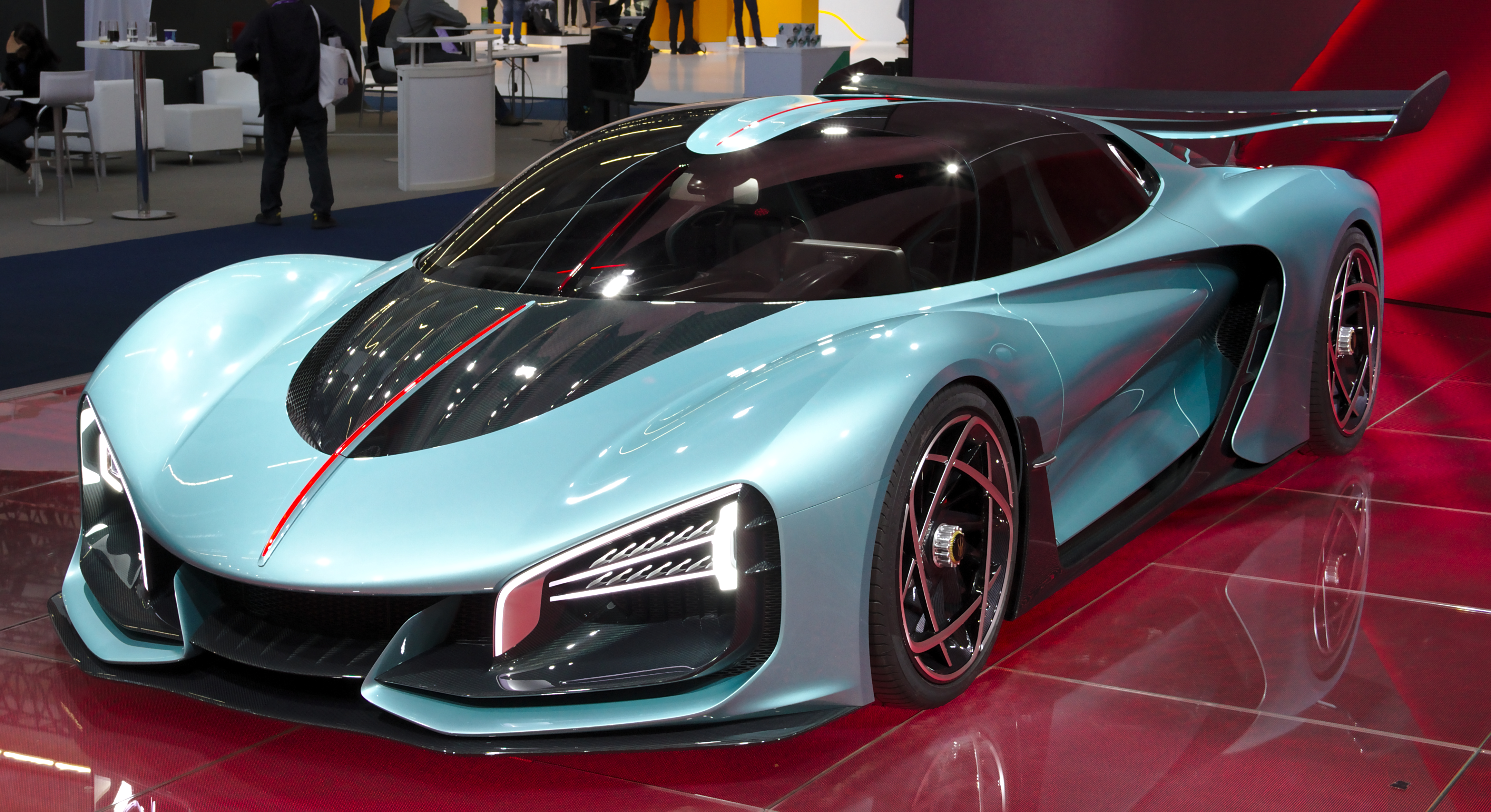
Hongqi S9 Concept

Studyjną zapowiedzią pierwszego wyczynowego hipersamochodu w historii chińskiej marki Hongqi był prototyp Hongqi S9 Concept, który koncern FAW Group przedstawił po raz pierwszy na międzynarodowych targach samochodowych IAA 2019 w niemieckim Frankfurcie nad Menem. Podczas jego premiery zapowiedziano zarazem, że pojazd w ciągu dwóch lat trafi do produkcji seryjnej.
Produkcyjne Hongqi S9 zadebiutowało oficjalnie podczas chińskiej wystawy Shanghai Auto Show 2021 w kwietniu tego roku. Pojazd powstał od podstaw jako zupełnie nowa koncepcja z racji powołania w międzyczasie przez FAW Group nowego joint-venture Silk-FAW, w którym włoski współudziałowiec aktywnie pracował nad techniką i wyglądem pojazdu.
Niepowiązany z prototypem, nowy projekt stylistyczny opracował włoski stylista, Walter de Silva. W przeciwieństwie do studium, samochód zyskał mniej futurystyczną stylizację z wyżej osadzonymi reflektorami wykonanymi w technologii LED, łącząc motyw przenikających ze sobą paneli w kolorze nadwozia i barwie czarnej. Wzbogacone włóknem węglowym nadwozie pokryły liczne wloty powietrza, na czele z bocznymi i umieszczonymi w środkach reflektorów.

### Sprzedaż
Hongqi jest samochodem ściśle limitowanym, za którego miejsce produkcji obrano nowe zakłady Silk-FAW we włoskim mieście Maranello, znajdując się w tzw. Motor Valley znanym m.in. ze znajdującej się w okolicy fabryki Ferrari. Planowane jest zbudowanie 99 egzemplarzy, z czego cena za każdy z nich miała wynosić ok. 1,5 miliona dolarów amerykańskich. Dostawy pierwszych egzemplarzy do nabywców miały rozpocząć się na początku 2023 roku, jednak w marcu tego roku portal Automotive News podał, że przedsięwzięcie nie doszło do skutku z powodu braku wystarczającego finansowania i kłopotów prawnych włoskiego partnera joint-venture Silk-FAW. Dalsze losy projektu pozostały niepewne, nie wykraczając poza próbny egzemplarz z 2021 roku.

### Dane techniczne
Hongqi S9 jest hipersamochodem o spalinowo-elektrycznym napędzie hybrydowym typu plug-in. Układ tworzy podwójnie turbodoładowana jednostka ośmiocylindrowa o widlastym układzie cylindrów o pojemności 4 litrów, który razem z trzema silnikami elektrycznymi ma rozwijać moc maksymalną 1400 KM, rozpędzając się do 100 km/h w 1,9 sekundy i osiągając maksymalną prędkość 400 km/h. Pojazd to odpowiedź na takie hybrydowe hipersamochody, jak Ferrari SF90 Stradale.